# Paweł Tarnowski (Windsurfer)

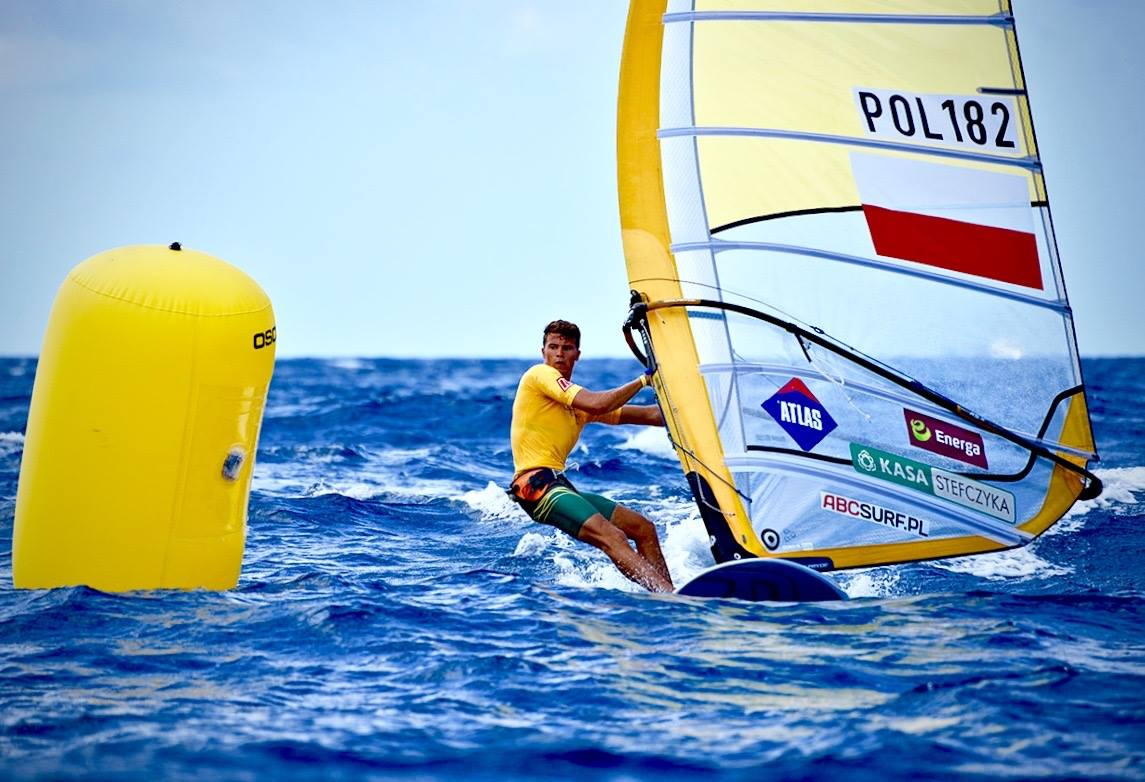
Tarnowski während des Wettbewerbs in Mondello, Sizilien, 2015. Photo von P. Paterek.

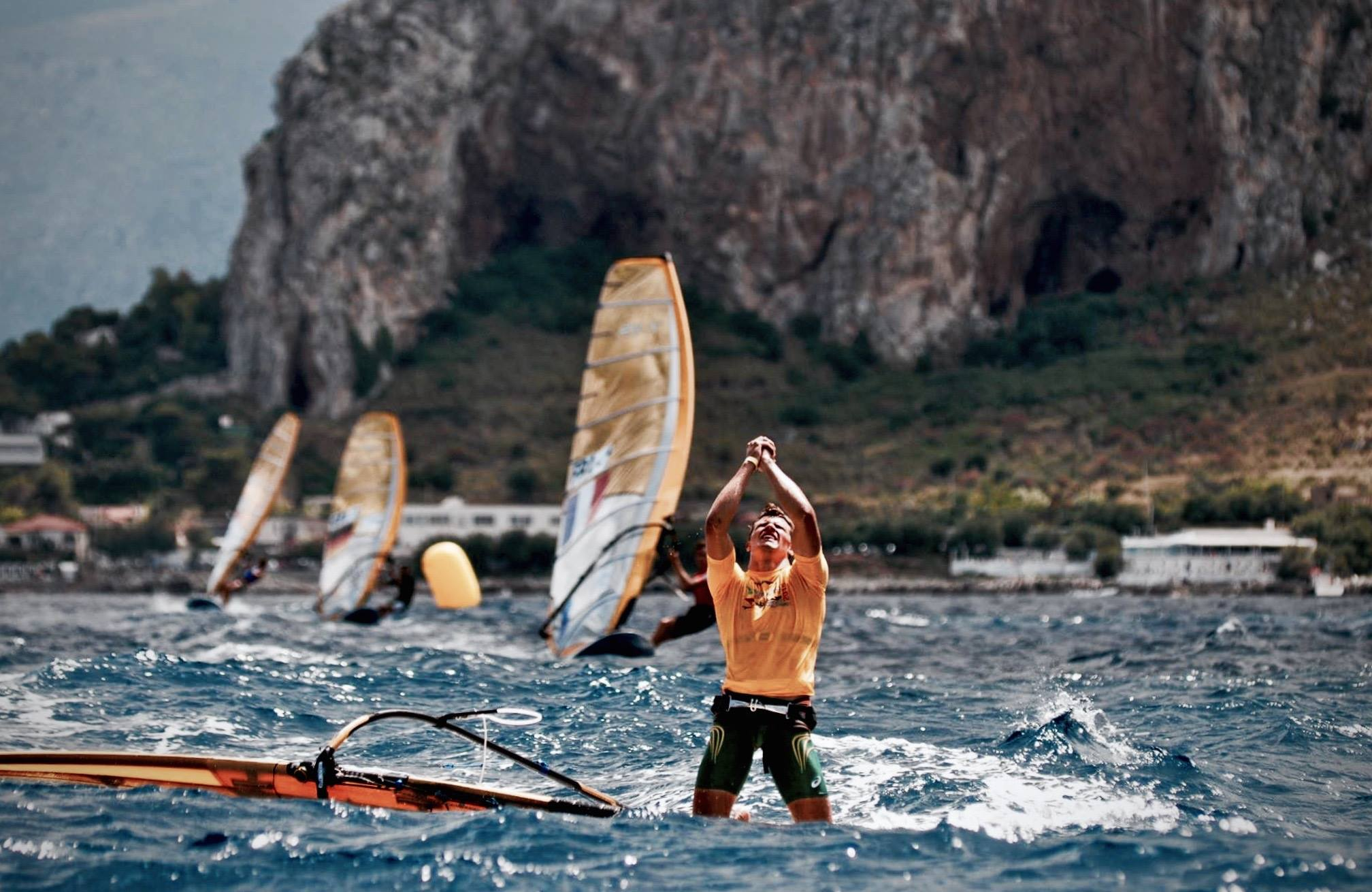
Tarnowski nach dem Finale in Mondello im Jahr 2015. Photo von P. Paterek.

Paweł Aleksander Maria Tarnowski (* 3. April 1994 in Gdynia) ist ein polnischer Windsurfer.
Er ist der Sohn von Jacek Tarnowski und Maria Wanicka.
Tarnowski trainiert seit 2004 im Segelclub Sopot. Von 2007 bis 2013 nahm er an internationalen Wettbewerben in der Junior-Altersklasse teil und gewann viele Medaillen. In den Jahren 2013 bis 2014 gewann er oft in der Kategorie unter 21 Jahren. Er gehört zu den Club Energa Sailing Team Poland zu Beginn des 2014. Im Juni 2015 gewann er die Europameisterschaft in der RS:X-Klasse in Mondello, Italien, vor dem Olympiasieger von 2012, Dorian van Rijsselberghe, und Louis Giard.

## Erfolge
| Jahr | Position | Bootstyp                 | Alterskategorie | Wettbewerbe                                                                      |
| 2024 |          | RS:X FW                  | Senior          | 2024 iQFOiL European Championship in Cagliari                                    |
| 2024 |          | RS:X FW                  | Senior          | 53 Trofeo S.A.R. Princesa Sofía 2024 in Palma de Mallorca                        |
| 2024 |          | RS:X FW                  | Senior          | 53 Trofeo S.A.R. Princesa Sofía 2024 in Palma de Mallorca                        |
| 2024 |          | RS:X FW                  | Senior          | 2024 iQFOIL Senior and Youth & Junior Games in Cádiz 2024                        |
| 2024 |          | RS:X FW                  | Senior          | Lanzarote iQFOIL International Games 2024 in Lanzarote, Spanien                  |
| 2023 |          | RS:X FW                  | Senior          | Lanzarote iQFOIL International Games 2023 in Lanzarote, Spanien                  |
| 2022 |          | RS:X FW                  | Senior          | 2022 iQFoil International Games in Terceira – Azores Islands, Portugal           |
| 2019 |          | RS:X                     | Senior          | XIV Andalusian Olympic Week Bay of Cadiz in Cádiz, Spanien                       |
| 2018 |          | RS:X                     | Senior          | Konsal Formula Windsurfing European Championships 2018 in Puck, Polen            |
| 2018 |          | RS:X FW                  | Senior          | Konsal Formula Windsurfing European Championships 2018 in Puck, Polen            |
| 2018 |          | RS:X                     | Senior          | 49 Trofeo S.A.R. Princesa Sofía in Palma auf Mallorca, Spanien                   |
| 2018 |          | RS:X                     | Senior          | XIII Andalusian Olympic Week Bay of Cadiz in Cádiz, Spanien                      |
| 2017 |          | RS:X                     | Senior          | ISAF Sailing World Cup in Gamagori, Japan                                        |
| 2017 |          | RS:X                     | Senior          | 48 Trofeo S.A.R. Princesa Sofía in Palma auf Mallorca, Spanien                   |
| 2017 |          | RS:X                     | Senior          | XVII Carnival Trophy in El Puerto de Santa María, Spanien                        |
| 2016 |          | RS:X                     | Senior          | 2016 RS:X European Windsurfing Championships & Open Trophy in Helsinki, Finnland |
| 2016 |          | RS:X                     | Senior          | ISAF Sailing World Cup in Hyères, Frankreich                                     |
| 2016 |          | RS:X                     | Senior          | 47 Trofeo S.A.R. Princesa Sofía in Palma auf Mallorca, Spanien                   |
| 2015 |          | RS:X                     | Senior          | RS:X European Championship in Mondello, Sizilien, Italien                        |
| 2015 |          | RS:X                     | Senior          | Delta Lloyd Regatta 2015 in Medemblik, Niederlande                               |
| 2014 |          | RS:X U-21                | Senior          | 2014 World Championships in Santander, Spanien                                   |
| 2014 |          | RS:X                     | Senior          | 2014 RS:X CUP of Europ in Medemblik, Niederlande                                 |
| 2014 |          | RS:X U-21                | Senior          | 2014 RS:X European Championship in Çeşme, Türkei                                 |
| 2014 |          | RS:X                     | Senior          | 2014 Spain RS:X National Championship in Cádiz, Spanien                          |
| 2014 |          | RS:X                     | Senior          | 2014 Brazil RS:X National Championship in Rio de Janeiro, Brasilien              |
| 2013 |          | RS:X U-21                | Senior          | 2013 World Championships in Buzios, Brasilien                                    |
| 2013 |          | RS:X                     | Senior          | 2013 RS:X CUP of Europ in Medemblik, Niederlande                                 |
| 2013 |          | RS:X U-21                | Senior          | 2013 European Championship in Brest, Frankreich                                  |
| 2012 |          | RS:X                     | Junior          | 2012 RS:X World Championships Penghu, Republik China (Taiwan)                    |
| 2012 |          | RS:X U-21                | Junior          | World Championships in Cádiz, Spanien                                            |
| 2012 |          | RS:X                     | Junior          | 2012 European Championship in Tallinn, Estland                                   |
| 2012 |          | RS:X U-21                | Junior          | 2012 European Championship in Madeira, Portugal                                  |
| 2011 |          | RS:X                     | Junior          | 2011 RS:X World Championships Sardinien, Italien                                 |
| 2010 |          | RS:X U-17                | Junior          | 2010 European Championship in Burgas, Bulgarien                                  |
| 2010 |          | RS:X                     | Junior          | 2010 RS:X World Championships in Istanbul, Türkei                                |
| 2010 |          | RS:X                     | Junior          | World Championships in Limassol, Zypern                                          |
| 2010 |          | RS:X U-17                | Junior          | World Championships in Limassol, Zypern                                          |
| 2010 |          | RS:X U-17                | Junior          | 2010 European Championship in Sopot, Polen                                       |
| 2010 |          | RS:X                     | Junior          | 2010 Spain RS:X National Championship in Cádiz, Spanien                          |
| 2008 |          | RS:X (Techno 293 Class.) | Junior          | 2008 World Championships in Sopot, Polen                                         |
| 2007 |          | RS:X (Techno 293 Class.) | Junior          | 2008 World Championships in Formentera, Spanien                                  |
| 2007 |          | RS:X (Techno 293 Class.) | Junior          | 2008 RS:X European Championship in Cádiz, Spanien                                |
| 2006 |          | RS:X (Techno 293 Class.) | Jugend          | 2006 RS:X France National Championship in Bandol, Frankreich                     |